# EMAQ MX620
A EMAQ MX620 é uma locomotiva diesel-elétrica de fabricação brasileira/espanhola. As MX620 foram compradas primeiramente pela RFFSA no fim da década de 70 e no início da década de 80, foram fabricadas pela EMAQ (brasileira) e CAF (espanhola), com fornecimento do motor diesel pela Bombardier, sucessora da Montreal Locomotive Works, subsidiária da ALCo no Canadá. Atualmente, somente sete MX620 encontram-se em operação na Ferroeste.
Em 1975 foi criada pelo governo federal a CCPCL - Comissão Coordenadora da Política de Compra de Locomotivas, visando capacitar o Brasil com mais duas fábricas de locomotivas. Foi apontado por esta comissão que, a partir de 1980, o Brasil necessitaria de 300 locomotivas e 8 mil vagões por ano.
Até aquele momento, o único fabricante era a General Electric, em Campinas,com capacidade de 120 locomotivas por ano.
Surgem então:
- Villares - Grupo General Motors (Electro-Motive Division-EMD, Estados Unidos) e GEC Traction(Inglaterra). Local: Araraquara, SP.
- Emaq - MLW / Bombardier(Canadá) e MTE (França). Local: Magé, RJ.

Em 17 de Março de 1980 a Emaq entrega as duas primeiras locos MX620, com os números 1901 e 1902 para a RFFSA / SR2 (antiga RMV), de uma encomenda de 74 unidades. O índice de nacionalização nas primeiras locomotivas foi de 12% e nas últimas de mais de 50%, com o preço de cada unidade girando em torno de US$ 1,3 milhões. Devido a saldos na balança comercial com a Espanha, algumas locomotivas vieram pré-montadas pela CAF - Construcciones y Auxiliar de Ferrocarriles, recebendo na Emaq peças e componentes produzidos no Brasil. O mesmo não ocorreu com as locomotivas EMD SD40-2, da qual vieram da Espanha (Macosa) 36 unidades prontas para entrar em serviço na RFFSA / SR3. Elas foram adquiridas para reforçar o transporte de minério na Rota do Calcário (Arcos - Lavras), e para se tornar uma opção a mais para a tração dos trens, junto com as G8, G12 e U20C.
Originalmente elas eram numeradas pela RFFSA como 1901 a 1974. Em 1984 com o novo sistema da RFFSA elas passaram a ser numeradas de 6101 a 6174. Todas as antigas Superintendências Regionais da RFFSA sofreram essa alteração após a implantação do SIGO. Operaram com tração tripla em trens de petróleo / cimento / grãos na rota Belo Horizonte - Brasília, recebendo auxílio de mais 1 locomotiva entre Tigre e Campos Altos, para transpor o trecho pesado da Serra do Tigre com 30 vagões carregados. Na rota de Arcos (MG) a Volta Redonda (RJ) operavam em tração dupla substituindo 4 locomotivas G12 antes empregadas para rebocar o trem de 22 a 24 vagões de calcário para a CSN.
Quando havia sobra de G12's no trecho, a mesma era acoplada às MX para vencer as rampas pesadíssimas da serra da Mantiqueira entre Lavras e Augusto Pestana, com 1.260 metros de altitude. Estudos feitos pela RFFSA apontaram o peso ideal para as MX620 em 120 toneladas, e não 96 toneladas, como foram construídas. Com esse peso a locomotiva tem sua capacidade (esforço de tração) aumentada e pode movimentar um trem mais pesado. Em 1996, começou o processo de privatização da RFFSA. As superintendências regionais SR-2, SR-7 e SR-8 ficaram para a recém-nascida Ferrovia Centro-Atlântica, que nem esquema de pintura tinha á época. Muitas foram as tentativas de se desenvolver uma pintura satisfatória, mas não deram resultado e acabaram sendo suplantadas.

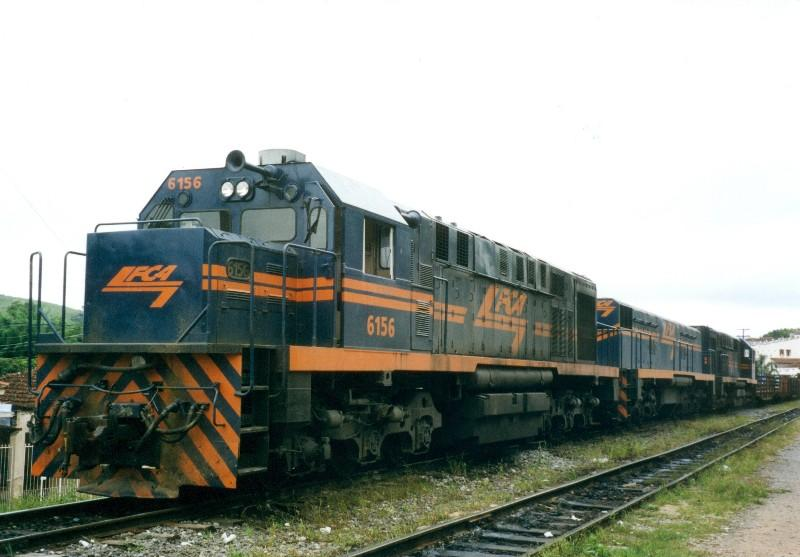
Locomotiva EMAQ MX620, em operação nas primeiras cores da FCA em Andrelândia, MG

Anos depois porém, surge o belo esquema de pintura nas cores azul escuro e laranja, sinônimo de Ferrovia Centro-Atlântica até os dias de hoje. Houve tentativas de passar duas locomotivas MX para o trem de passageiros da Vale, na CVRD. Receberam pintura diferenciada as locomotivas Nº 6169 e novamente a locomotiva Nº 6113. As BB36-7 chegaram com a missão de suceder as MX, por volta de 2014. Hoje poucas tracionam trens na Rota do Calcário, sendo que a maioria já foram baixadas. 
Em 2008, a FCA lançou uma nova logomarca e consequentemente nova pintura para seu material, dessa vez com a locomotiva totalmente em laranja com detalhes brancos. Hoje, a VLI Logística está pintando algumas locomotivas da frota de MX620 em sua nova disposição de pintura, sendo prateada com detalhes em branco, preto, azul e laranja. Apesar disso, ainda é possível ver algumas MX620 em operação na Rota do Calcário rodando com o primeiro padrão de pintura da FCA, inclusive várias delas estão com o primeiro padrão de pintura da RFFSA aparecendo aos poucos.
.